# アンディ・ファレル
アンディ・ファレル（Andy Farrell、1975年5月30日 - ）は、イングランドのラグビー指導者。現在アイルランド代表のヘッドコーチ。

## プロフィール
- イングランド・ウィガン出身[1]。
- 現役時代のポジションはスタンドオフ(SO)、センター(CTB)、フランカー(FL)。
- ラグビーリーグイギリス代表やラグビーリーグイングランド代表に選ばれたことがある[2]。
- イングランド代表通算キャップ数は8でラグビーワールドカップ2007のイングランド代表に選ばれた[3]。
- 息子のオーウェンはラグビー選手[4](現・サラセンズ)。

## 略歴
現役の頃リーグ時代はウィガン、ユニオン転向後はサラセンズなどでプレーしていた。
現役引退後、サラセンズ、イングランド代表などのコーチを歴任して、2016年、アイルランド代表のディフェンスコーチに就任。2019年、同チームヘッドコーチに昇格。